# Résolution 437 du Conseil de sécurité des Nations unies
Membres permanents
- Chine
- États-Unis
- France
- Royaume-Uni
- URSS

Membres non permanents
- Allemagne de l'Ouest
- Bolivie
- Canada
- Gabon
- Inde
- Koweït
- Mauritanie
- Nigéria
- Tchécoslovaquie
- Venezuela

Résolution no 436 Résolution no 438
La résolution 437 du Conseil de sécurité des Nations Unies, adoptée le 10 octobre 1978, a rappelé la résolution 253 (1968), qui interdisait aux États membres de laisser entrer sur leur territoire des individus liés au régime de Rhodésie du Sud. Le Conseil de sécurité a noté avec regret et préoccupation que les États-Unis d'Amérique avaient autorisé le Premier ministre rhodésien Ian Smith et d’autres membres du « régime illégal » à entrer dans sur leur sol. Le Conseil considére que cette action viole de la résolution 253.
Le Conseil a appelé les États-Unis à respecter les décisions du Conseil de sécurité et a exprimé l’espoir qu'ils continueraient d’exercer leur influence en Rhodésie du Sud pour faciliter l’instauration d’un gouvernement majoritaire.
La résolution a été adoptée par 11 voix pour, aucune contre et quatre abstentions : Canada, Allemagne de l'Ouest, Royaume-Uni et États-Unis.

## Voir également
- Liste des résolutions du Conseil de sécurité des Nations unies adoptées en 1978
- Guerre du Bush de Rhodésie du Sud
- Déclaration unilatérale d'indépendance de la Rhodésie